# Papallona de la prímula
La papallona de la prímula (Hamearis lucina) és una espècie de lepidòpter papilionoïdeu de la família dels riodínids (Riodinidae) present als Països Catalans.

## Taxonomia
El gènere Hamearis és un gènere monotípic de posició incerta (incertae sedis). Aquí es considera part de la subfamília Nemeobiinae, tribu Zemerini, dins de la família Riodinidae.

## Distribució
S'estén per tot Europa fins als Urals i Turquia. A Europa, es troba des del centre i nord de la península Ibèrica fins a Gran Bretanya, sud-est de Bèlgica, centre d'Alemanya, centre de Polònia, sud de Suècia, Letònia, centre de la península Itàlica, i Balcans fins al centre de Grècia. Absent de les principals illes mediterrànies, excepte Sicília. A la península Ibèrica ocupa el terç nord, des del nord de Portugal i Galícia fins a Catalunya, tot i que també arriba fins als sistemes Ibèric i Central. A Catalunya, es distribueix de forma dispersa per les zones més humides de la meitat nord, incloent els Pirineus, Prepirineus, Serralada Transversal i Montseny. També presenta una població aïllada a les Muntanyes de Prades.

## Descripció
Envergadura alar d'entre 26 i 31 mm. Dimorfisme sexual poc evident, en ser la femella una mica més gran, tenir les ales més arrodonides, i les taques taronges més desenvolupades. Anvers de color marró fosc amb tres bandes de taques taronges, dues de les quals són poc visibles a l'ala posterior. La banda taronja més externa inclou, en ambdues ales, una sèrie de taques negres en forma de triangle. Revers de l'ala anterior semblant a l'anvers, però el color taronja és majoritari. Revers de l'ala posterior taronja amb dues bandes de taques blanques amb una fina línia negra a la part interna. A la part exterior de les dues ales hi ha una sèrie de punts negres triangulars, cadascun dels quals va acompanyat d'un petit punt blanc a l'exterior.

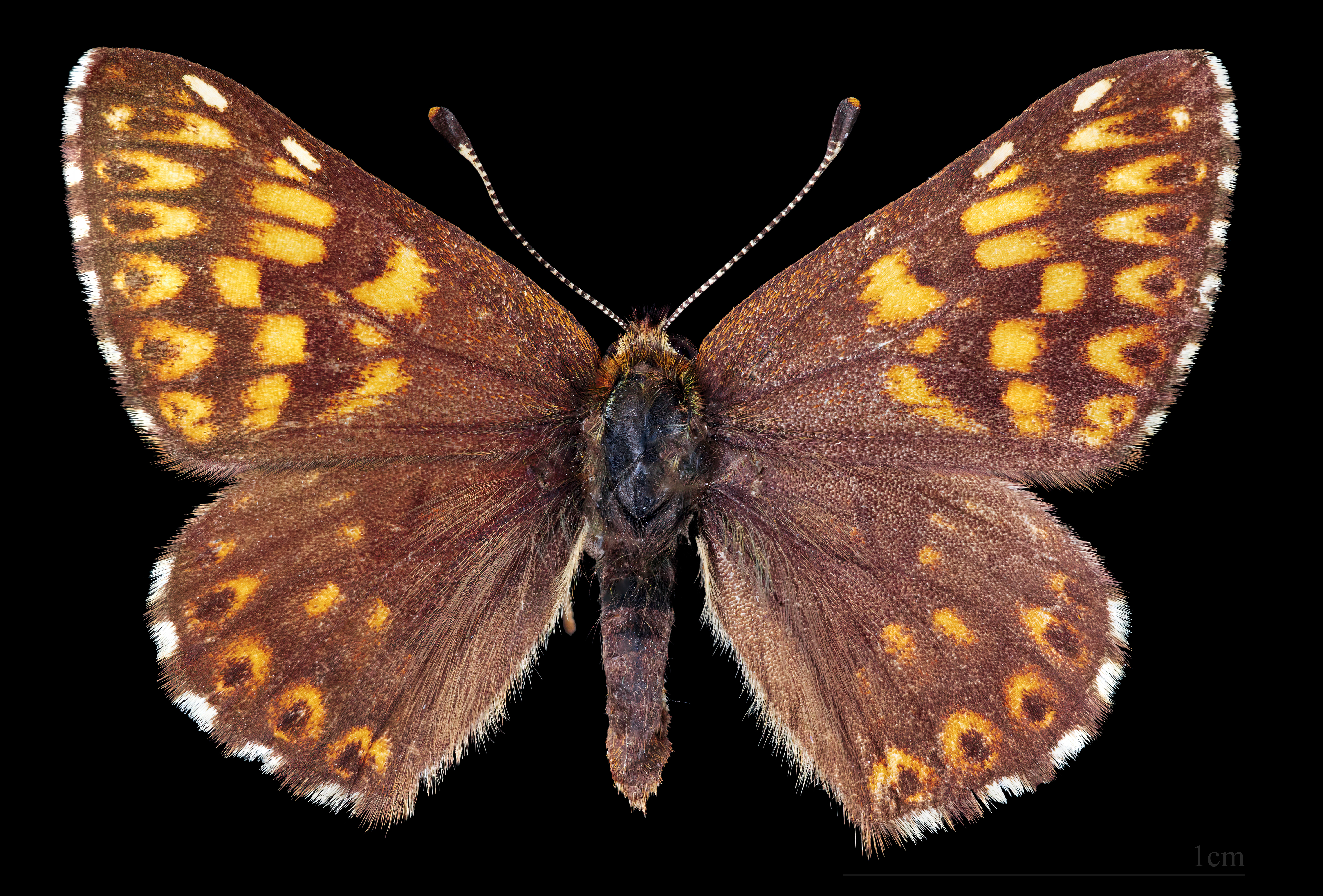
Hamearis lucina ♂
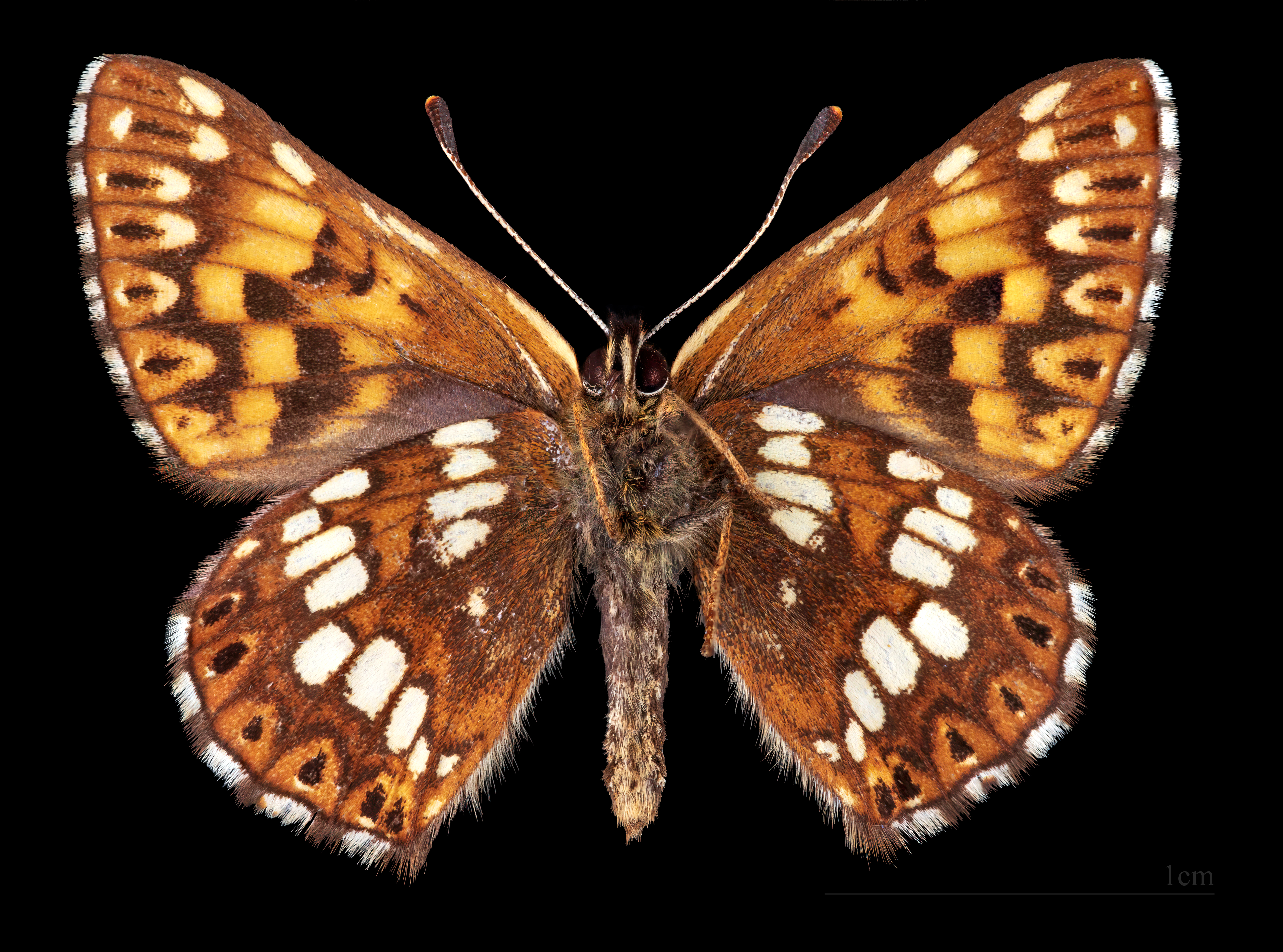
Hamearis lucina ♂ △
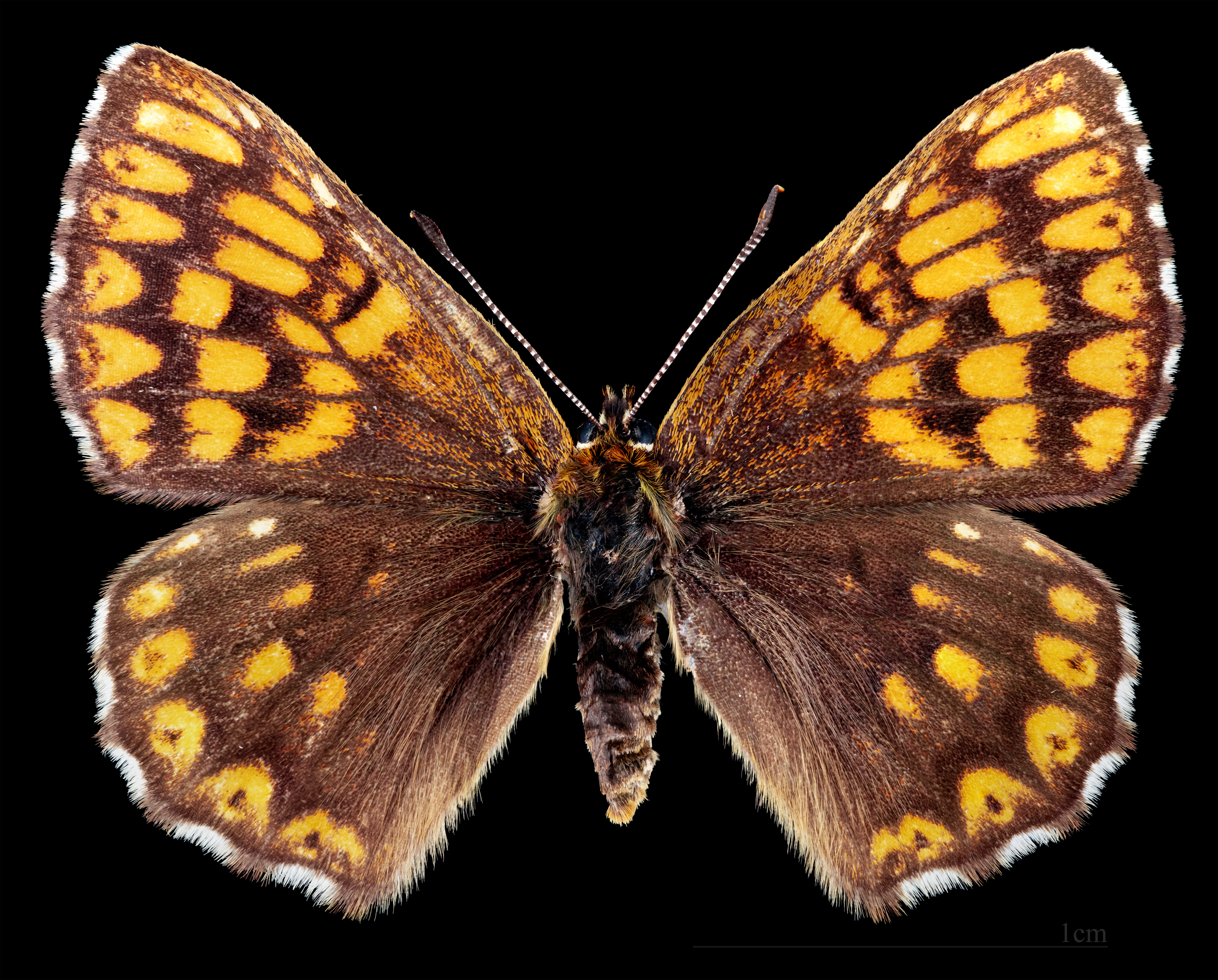
Hamearis lucina ♀

## Hàbitat
Zones obertes amb presència d'arbustos i d'arbres caducifolis de baix port, també clarianes i vores de camins forestals Rang altitudinal des dels 50 m fins als 1600 m. L'eruga s'alimenta diverses espècies de primulàcies, totes elles pertanyents al gènere Primula.

## Període de vol i hibernació
Pot volar en una o dues generacions, d'acord amb l'altitud, latitud i condicions locals. Les poblacions univoltines volen durant els mesos de maig i juny, i les bivoltines des d'abril a juny i des de juliol a setembre. Hiberna com a crisàlide.